# Muzaffar Shah II

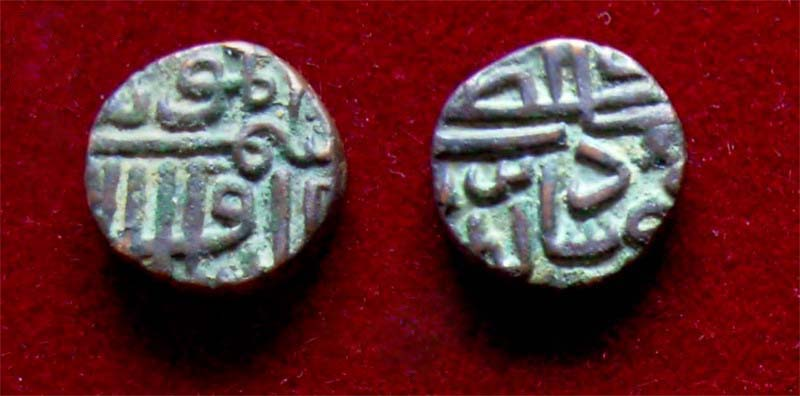
Monnaie de Muzaffar Shah II.

Muzaffar II, dont le titre complet est Shams-ud-Din Muzaffar Shah II (شمس الدین مظفر شاہ دوم), de son vrai nom Khalil Khan, fut sultan du Gujarat de 1511 à sa mort le 5 avril 1526.